# Cricket (Karolina Północna)
Cricket – jednostka osadnicza w Stanach Zjednoczonych, w stanie Karolina Północna, w hrabstwie Wilkes.